# Højer Sogn
Højer Sogn er et sogn i Tønder Provsti (Ribe Stift).
Højer Sogn hørte til Tønder, Højer og Lø Herred i Tønder Amt. Sognet bestod af Højer Flække, der havde visse købstadlignende rettigheder, og Højer Landsogn, der var en sognekommune under herredet. Flækken og landsognet blev ved kommunalreformen i 1970 kernen i Højer Kommune, der ved strukturreformen i 2007 indgik i Tønder Kommune.
I Højer Sogn ligger Højer Kirke.
I sognet findes følgende autoriserede stednavne:
- Højer (bebyggelse)
- Højer Kog (bebyggelse) er et lavtliggende kog ved Højer, som fortsætter mod Højer Dige.
- Højer Dige (bebyggelse) er digevejen, der går sydøst mod Rudbøl. Det gamle Højer–Rudbøl dige blev opført i 1555.
- Gammel Frederikskog (areal, ubeboet, ejerlav), ligger vest for Rudbøl. Dets vandingssystem er bevaret. Om foråret og om sommeren bliver grøfterne vandfyldte ved hjælp af stemmeværker. Gammel Frederikskog er fredet ved en særlov i 1988.
- Ny Frederikskog (areal, bebyggelse, ejerlav) ligger vest for Gammel Frederikskog. Ny Frederikskog blev inddiget i 1861 og fredet i 1988 med enkelte landbrug langs vejen i vest samt en mindre bebyggelse omkring den gamle Højer Sluse. Også Ny Frederikskog udnyttes til græsning, fortrinsvis af kvier og får.
- Nørremølle (bebyggelse), syd for Højer. På diget mellem Gammel Frederikskog og Rudbøl Kog ligger den lille bebyggelse. Nær landsbyen ligger der et tidligere gendarmhus og pumpestation.
- Nørreværre (bebyggelse) er en langstrakt bebyggelse sydvest for Nørremølle omkring dige-vejen mod Rudbøl.
- Poppenbøl (bebyggelse) nordvest for Rudbøl. I 1440'erne boede der på fire forhøjninger eller værfter fem boelssmænd, som ejede bøndergårdene.  Værftsgården Poppenbøl nævnes første gang i 1443 og var da en hertugelig gård. Sidst i 1700-tallet kom gården i privateje. Bygningerne blev nyopført i 1891-98, og de nuværende avlsbygninger blev opført i 1930-72. Gården havde i 1991 i alt 90 ha jord.
- Rudbøl Kog (areal, bebyggelse, ejerlav) nordvest for Rudbøl blev inddiget i 1715. Kogen blev i hele sin længde gennemstrømmet af Vidå fra Rudbøl Dyb til Rudbøl Kog Diget. Fra omkring 1919 førte en bro over åen. Tidligere foregik overfarten med en færge.
- Hohenwarte (landbrugsejendom). Gården er fra 1878 og ligger på Siltoftvej sydvest for Højer. I 1920 blev gården overtaget af den danske stat, og i  1957-1991 fungerede den som forsøgsstation. I november 1991 blev Hohenwarte købt af et ægtepar. Gården drives i dag som hobbylandbrug med bondegårdsferie.
- Siltoft (bebyggelse). Siltoftvej går fra Højer sydpå ned til Siltoft. Efter Genforeningen i 1920 blev der ved Siltoft oprettet en grænsepost, den vestligste grænseovergang ved den dansk-tyske grænse. Borgere inden for en afstand på 5 km kunne på visse betingelser krydse grænsen, hvilket havde betydning for lokale landmænd. I efteråret 1920 blev der bygget et træskur, som afløste det midlertidige telt. Efter 1945 var overgangen spærret, men den blev åbnet igen for trafik 1. september 1953. I 1956 blev træhytten udskiftet med den lille nuværende murstensbygning.
- Søgård nord for Rudbøl er en gård på 30 ha, bygget i 1909.
- Ved Gaden (bebyggelse) ligger nordvest for Rudbøl. I 1769 havde Gaden fem gårde og fem huse med i alt 52 beboere.
- Rudbøl (bebyggelse, ejerlav).

## Afstemningsresultat
Folkeafstemningen ved Genforeningen i 1920 gav i Højer Sogn følgende resultat:
|                | Stemmer for Danmark | Stemmer for Tyskland | Tilrejste fra Danmark | Tilrejste fra Tyskland |
| -------------- | ------------------- | -------------------- | --------------------- | ---------------------- |
| Højer flække   | 177                 | 417                  | 42                    | 164                    |
| Højer landsogn | 74                  | 119                  | 7                     | 22                     |
| Hele sognet    | 251                 | 536                  | 49                    | 186                    |